# محاکمه راتکو ملادیچ
محاکمه راتکو ملادیچ یک محاکمه جنایات جنگی در دادگاه کیفری بین‌المللی برای یوگسلاوی سابق (ICTY) در لاهه ، هلند، در رابطه با جنایاتی بود که در طول جنگ بوسنی توسط راتکو ملادیچ در نقش ژنرال ارتش خلق یوگسلاوی و رئیس ستاد ارتش جمهوری صربسکا انجام شد.
قاضی آلفونس اوری از هلند با دو قاضی کمکی، باکون جاستیس مولوتو از آفریقای جنوبی و کریستوف فلوگه از آلمان، ریاست این پرونده را بر عهده داشتند. روند رسیدگی در ۳ ژوئن ۲۰۱۱ با فهرستی از اتهامات علیه ملادیچ آغاز شد که شامل نقض قوانین یا آداب و رسوم جنگ ، نسل کشی ، و جنایات علیه بشریت به ویژه در ارتباط با کشتار سربرنیتسا و محاصره سارایوو بود.
این حکم در ۲۲ نوامبر ۲۰۱۷ صادر شد. ملادیچ به ۱۰ مورد از ۱۱ اتهام متهم و به حبس ابد محکوم شد.  ملادیچ قرار بود درخواست تجدیدنظر خود را در مارس ۲۰۲۰ ارائه کند، اما به دلیل همه‌گیری کرونا به تعویق افتاد.  نخستین جلسات استیناف در ۲۵ و ۲۶ اوت ۲۰۲۰ برگزار شد و در ۸ ژوئن ۲۰۲۱، درخواست ملادیچ رد شد.

## دستگیری
راتکو ملادیچ در ۲۶ مه ۲۰۱۱ در لازاروو ، در نزدیکی زرنجانین در منطقه بانات در وویوودینا ، یک استان خودمختار در شمال صربستان، در خانه پسر عمویش برانیسلاو ملادیچ حداقل دو ماه تحت نظر بود. 
این دستگیری توسط دوجین افسر پلیس ویژه صربستان انجام شد که یونیفورم و ماسک سیاه پوشیده بودند و هیچ نشان ورزشی نداشتند. ملادیچ پس از تسلیم دو تپانچه ای که به دست افسران پلیس دستگیر کرده بود، به عنوان بخشی از روند استرداد به بلگراد منتقل شد.   پس از عدم قطعیت اولیه در مورد هویت فرد دستگیر شده، بوریس تادیچ ، رئیس جمهور وقت صربستان در یک نشست مطبوعاتی تایید کرد که ملادیچ است و اعلام کرد که روند استرداد وی به ICTY در حال انجام است. ملادیچ زمانی که مخفی شده بود از نام مستعار "میلوراد کومادیچ" استفاده می کرد. 
ملادیچ ریش یا لباس مبدل به تن نداشت. ظاهر او نشان می داد که او "به میزان قابل توجهی پیر شده است" و یکی از بازوهای او به دلیل سکته های متوالی فلج شده بود. 
ملادیچ پس از دستگیری، در دادگاه عالی بلگراد حاضر شد تا مشخص کند آیا او شایسته استرداد به لاهه است یا خیر. قاضی میلان دیلپاریک به دلیل وضعیت بد ملادیچ بازجویی را به حالت تعلیق درآورد. وکیل او میلوش شالیچ گفت که وضعیت نامناسب سلامتی او مانع از برقراری ارتباط صحیح او شده است. ظاهراً او نتوانست اطلاعات شخصی خود را تأیید کند، اما در چندین نوبت سعی کرد با دادستان ها، به ویژه با برونو وکاریچ، معاون دادستان جنایات جنگی، صحبت کند.  با این حال، دادگاه حکم داد که او شایسته استرداد در ۲۷ مه است. به گفته وزارت بهداشت صربستان، تیمی از پزشکان زندان پس از معاینات وضعیت سلامت وی را ثابت توصیف کردند. وزیر بهداشت وقت، زوران استانکوویچ ، دوست سابق، ملادیچ را نیز در زندان ملاقات کرد. 

## واکنش‌ها
پس از دستگیری، مقامات صربستان تدابیر امنیتی را تشدید کردند و تجمعات عمومی را در سراسر کشور ممنوع کردند. 
حزب رادیکال صربستان ملادیچ را به عنوان یک "قهرمان" ستود و دستگیری او را "یکی از سخت ترین لحظات در تاریخ صربستان" توصیف کرد.   گروه راست افراطی دستگیری وی را "خیانت" نامید. 
در نووی ساد ، صدها تظاهرکننده تلاش کردند به مقر حزب حاکم دموکرات نفوذ کنند اما توسط پلیس ضدشورش مسدود شدند و دو معترض زخمی شدند. در لازاروو ، ساکنان حمایت خود را از ملادیچ به رسانه ها اعلام کردند، پرچم های صربستان و روسیه را به اهتزاز درآوردند، بنر حمایتی را در ورودی نصب کردند، جاده را با تریلر مسدود کردند، شعار دادند، مردم را از عکس گرفتن از خانه ملادیچ منع کردند و به خبرنگاران گفتند که آنجا را ترک کنند. . پلیس صربستان خانه را تحت مراقبت قرار داد و یک تظاهرکننده را دستگیر کرد.  

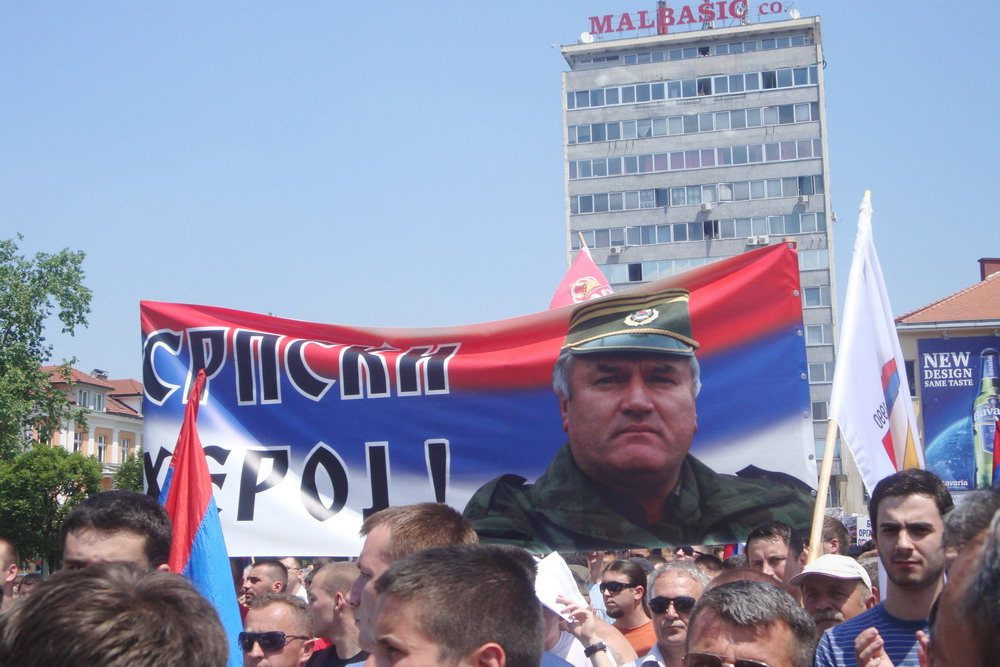
تجمع هواداران ملادیچ در بانیا لوکا

تظاهرکنندگان صرب حمایت خود را از ملادیچ در منطقه جمهوری صربسکا در بوسنی و هرزگوین در پاله ، مرکز اداری جمهوری صربستان در طول جنگ بوسنی و در پایتخت سابق بانیا لوکا نشان دادند.  تقریباً ۱۵۰۰ نفر در حمایت از ملادیچ در نزدیکی زادگاهش در کالینوویک ، بوسنی و هرزگوین تظاهرات کردند. پانتلیا کرگز، رئیس انجمن کهنه سربازان جمهوری صربسکا (BORS)، این تجمع را رهبری کرد.  حزب رادیکال صربستان تظاهراتی را در خارج از پارلمان صربستان برگزار کرد و بزرگترین تجمع حزب مخالف در حمایت از ملادیچ در بلگراد را رهبری کرد. در این تظاهرات چندین هزار معترض که تصاویر ملادیچ و رهبر حزب رادیکال صرب وویسلاو شسلی را در دست داشتند و آرم ها و شعارهای ملی گرای صرب را بر سر داشتند، شرکت کردند.  یک بنر همچنین خواستار برکناری رئیس جمهور بوریس تادیچ شد. بیش از ۳۰۰۰ پلیس ضد شورش در اطراف ساختمان های دولتی و سفارتخانه های غربی مستقر شدند و پلیس ضد شورش نیز سعی کرد گروه های کوچکی از تظاهرکنندگان را از رسیدن به تجمع جلوگیری کند. این تظاهرات به شورش منجر شد که در مرکز شهر بلگراد گسترش یافت. تظاهرکنندگان به سمت پلیس سنگ و بطری پرتاب کردند، چراغ های راهنمایی و رانندگی را شکستند، سطل های زباله را واژگون کردند. پلیس ضد شورش در چندین نقطه در مرکز بلگراد با تظاهرکنندگان درگیر شد.  دارکو ملادیچ، پسر راتکو ملادیچ، اظهار داشت: "راتکو ملادیچ یک جنایتکار نیست، او دستور قتل را صادر نکرده است. او به شیوه ای محترمانه، منصفانه و حرفه ای از مردم خود دفاع کرد." سخنرانان حزب رادیکال صربستان " صربستان بزرگ " را ترویج کردند که شامل بخش هایی از بوسنی و منطقه کراینا کرواسی علاوه بر جمهوری فعلی صربستان می شود. به گفته وزارت کشورصربستان، ۱۱۱ نفر دستگیر شدند و ۳۲ پلیس و ۱۱ معترض زخمی شدند. 

## محاکمه

### اقدامات اولیه

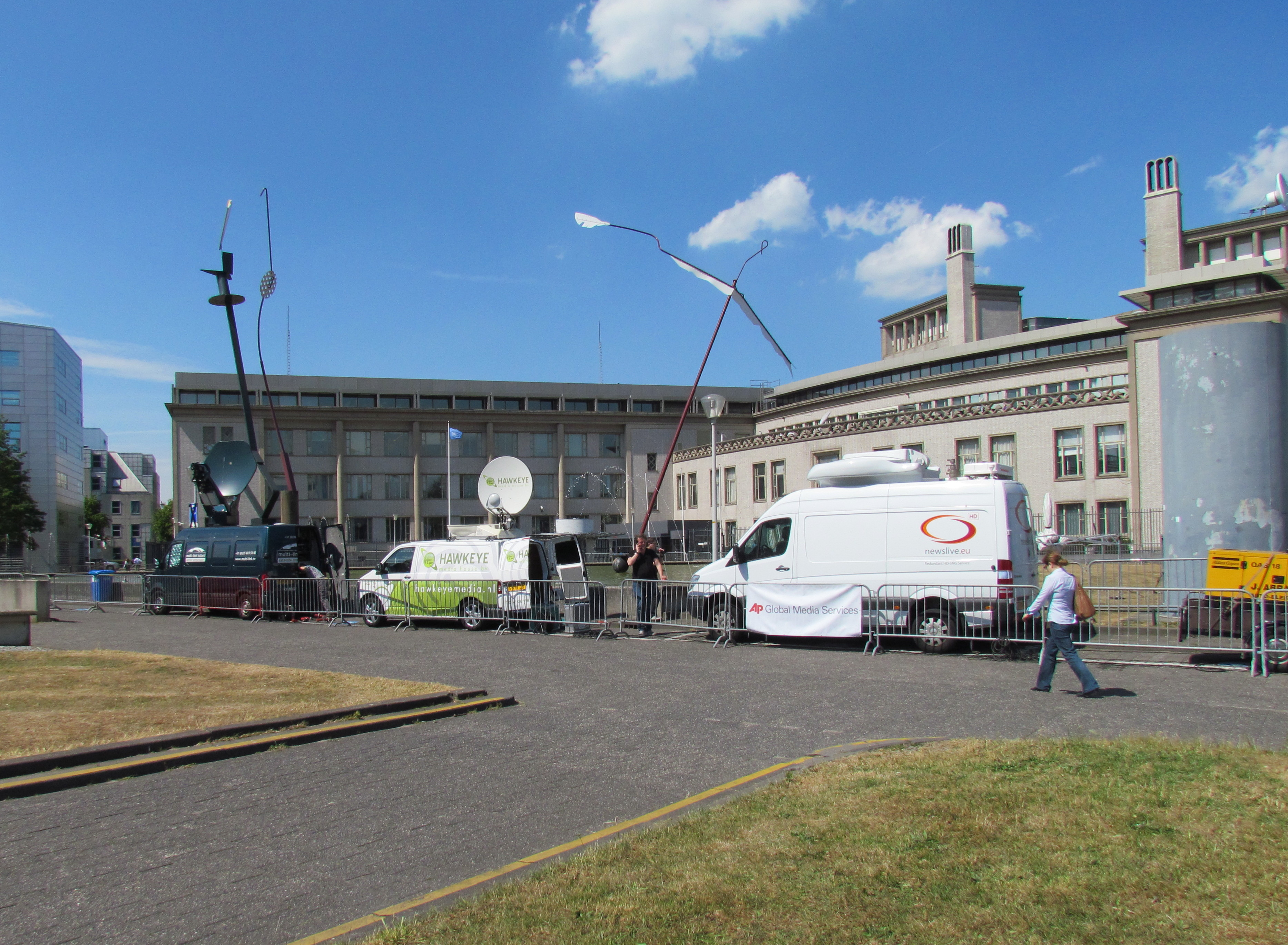
یک روز قبل از ورود ملادیچ به هلند

محاکمه ملادیچ در ۳ ژوئن ۲۰۱۱ با یک جلسه استماع اولیه برای فهرست کردن اتهامات علیه او و درخواست از او برای دفاع آغاز شد. پس از اینکه قاضی اوریه اتهامات را خواند، ملادیچ در پاسخ آنها را "نفرت انگیز" و "ترسناک" خواند. 
اتهامات مطرح شده علیه ملادیچ عبارت بودند از: 
1. نسل‌کشی علیه بخشی از گروه‌های قومی و یا مذهبی بوسنیایی و/یا کروات‌های بوسنیایی با هدف حذف بوسنیایی‌ها و کروات‌های بوسنیایی از سرزمین‌های بوسنی و هرزگوین که ادعا می‌شود سرزمین صرب‌های بوسنیایی است.
2. نسل کشی علیه بوسنیایی ها در سربرنیتسا با کشتن مردان و پسران سربرنیتسا و بیرون بردن اجباری زنان، کودکان خردسال و برخی از افراد مسن.
3. آزار و شکنجه به عنوان جنایت علیه بشریت از جمله قتل، ضرب و شتم و تجاوز به بوسنیایی ها و کروات های بوسنیایی.
4. نابودی و قتل بوسنیایی ها و کروات های بوسنیایی در شهرها.
5. قتل بوسنیایی ها در سربرنیتسا
6. قتل غیرنظامیان در سارایوو .
7. اخراج اجباری بوسنیایی ها، کروات های بوسنیایی یا سایر غیر صرب ها از شهرها.
8. اخراج اجباری بوسنیایی ها، کروات های بوسنیایی یا سایر غیر صرب ها از سربرنیتسا.
9. حملات تروریستی و غیرقانونی علیه غیرنظامیان.
10. تیراندازی و گلوله باران علیه غیرنظامیان در سارایوو.
11. گروگان گیری ناظران نظامی و حافظان صلح سازمان ملل.

ملادیچ از ورود به دادخواهی خودداری کرد و محاکمه تا ۴ ژوئیه به تعویق افتاد، زمانی که او برای دومین بار حاضر شد و از او خواسته شد که ادعای خود را مطرح کند. او به دلیل قطع مداوم صحبت های قاضی و تلاش برای برقراری ارتباط با مردم از دادگاه اخراج شد. ملادیچ از اینکه وکیل منصوب شده توسط ICTY به جای وکیل منتخب خود، وکیل نظامی میلوش سالجیچ، و حقوقدان روسی الکساندر مزایف، ابراز عصبانیت کرد. (دادگاه در حال بررسی صلاحیت آنها بود.) بعداً دادگاه از طرف او ادعای "بی گناهی" را وارد کرد. 
در ۱۷ اوت ۲۰۱۱، ملادیچ در بیمارستانی در هلند بستری شد، بنا بر گزارش ها برای عمل فتق . 
در ۱۰ نوامبر ۲۰۱۱، خدمات پزشکی زندان دریافت که ملادیچ در شرایطی برای پیگیری محاکمه نیست. تصمیم گرفته شد که او به دوره بهبودی طولانی تری نیاز دارد. 

### جلسات اصلی
جلسات اصلی دادگاه در ۱۶ مه ۲۰۱۲ آغاز شد.  دادستان ها ۲۰۰ ساعت فرصت داشتند تا با ارائه مدارک از بیش از ۴۰۰ شاهد، که قرار بود اولین آنها در ۲۹ مه شهادت دهد، پرونده خود را مطرح کنند. قرار بود بیشتر شواهد شهود در قالب اظهارات کتبی ارائه شود. ملادیچ از اظهار نظر در مورد هر یک از اتهامات علیه خود خودداری کرد. 
در ۱۷ مه، دادگاه به دلیل "اشتباهات" تعقیب قضایی توسط رئیس دادگاه برای مدت نامعلومی به تعویق افتاد. گزارش شد که دادستان تمام حقایق آنها را برای دفاع فاش نکرد. دادستان اشتباهات را پذیرفت و وکیل ملادیچ درخواست تاخیر شش ماهه کرد. قاضی، آلفونس اوری، گفت که اشتباهات هنوز در حال تجزیه و تحلیل هستند و می‌خواهند محاکمه را در اسرع وقت ادامه دهند.  در ۱۰ آوریل ۲۰۱۳، یکی از بازماندگان در مورد قتل عام تقریباً ۸۰۰۰ مرد و پسر در ژوئیه ۱۹۹۵ در سربرنیتسا در شرق بوسنی شهادت داد. ملادیچ پس از زمزمه در حین شهادت از دادگاه خارج شد. دادستان ها گفتند که انتظار می رود شهادت سربرنیتسا چند ماه طول بکشد.  ملادیچ علیرغم احضاریه دیوان کیفری بین‌المللی که دادگاه را "شیطانی" خواند، از شهادت در محاکمه مافوق خود، رادوان کاراجیچ امتناع کرد و افزود که "من نمی‌خواهم شهادت بدهم و به دلایل سلامتی خود و به پرونده خودم پیش داوری خواهد کرد." 

## حکم

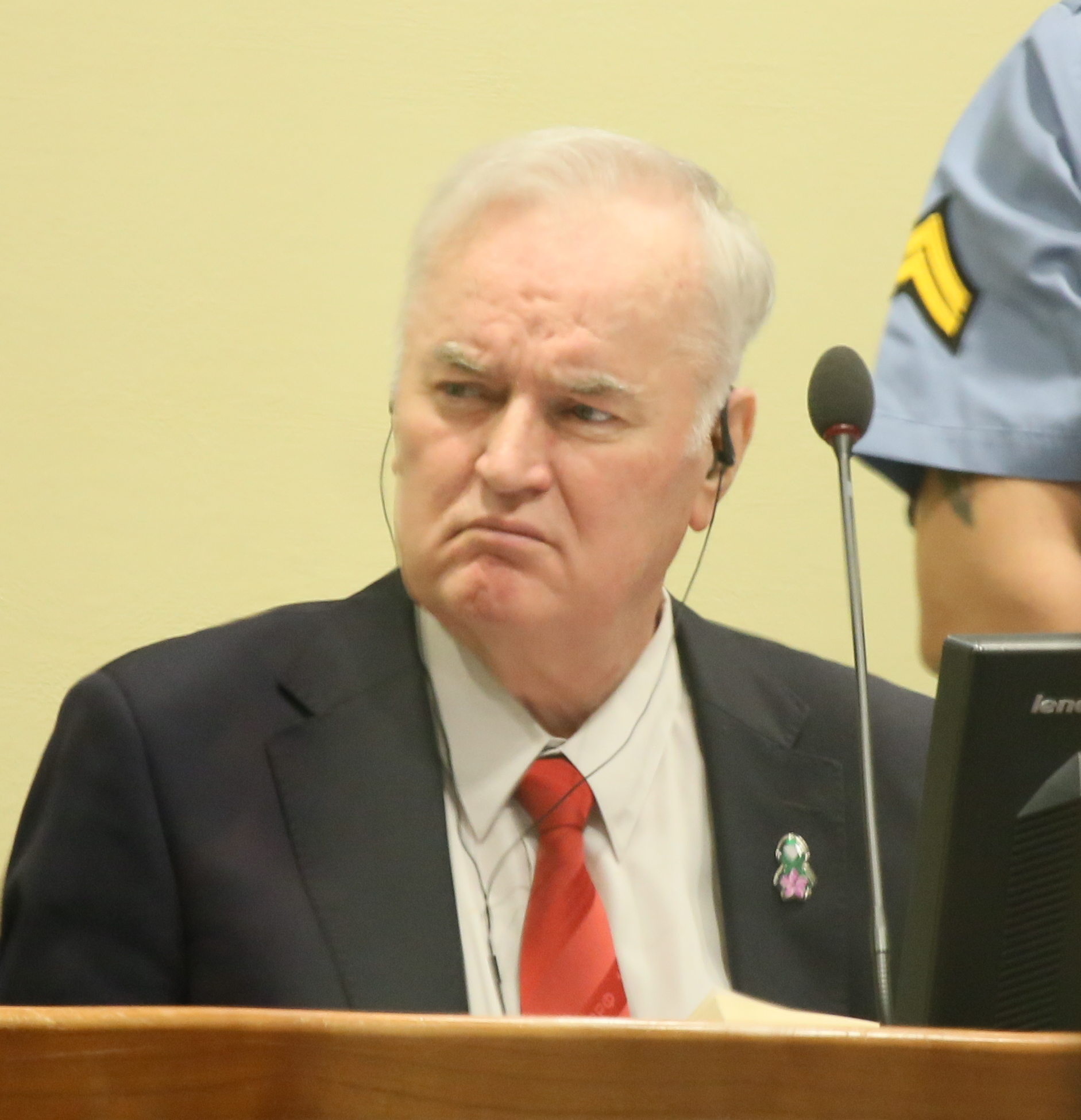
راتکو ملادیچ در دادگاه محاکمه، ۲۲ نوامبر ۲۰۱۷

احکام دادگاه در ۲۲ نوامبر ۲۰۱۷ صادر شد. وکلای ملادیچ با این استدلال که فشار خون ملادیچ برای ادامه دادن بیش از حد بالا است، تلاش کردند تا رسیدگی را به تأخیر بیندازند، اما این مورد توسط قضات رد شد. سپس شنیده می‌شد که ملادیچ فریادهای فحاشی سر می‌داد، دادگاه را دروغگو می‌خواند و با اشاره به ناتو، «شما در سرتاسر جهان جنگ ایجاد می کند.» به دنبال آن ملادیچ از دادگاه اخراج شد. در غیاب ملادیچ احکام قرائت شد.  
ملادیچ در ۱۰ مورد از ۱۱ اتهام مجرم شناخته شد و از اتهام نسل کشی در سال ۱۹۹۲ (نخستین مورد در فهرست بالا) تبرئه شد.  وی محکوم به حبس ابد شد . 
ملادیچ حق درخواست تجدید نظر در مورد حکم را دارد که توسط مکانیسم بین المللی باقیمانده برای دادگاه های جنایی (MITC) مورد رسیدگی قرار خواهد گرفت.  رویه فعلی این است که زندانیان پس از گذراندن دو سوم حبس ابد (۴۵ سال) که توسط ICTY تحمیل شده است، واجد شرایط آزادی (اما حق ندارند) باشند،  که برای ملادیچ به معنای سن ۹۹ سال است.

### جلسات استیناف
علیرغم مشکلات ناشی از دنیاگیری کرونا،  نخستین جلسات استیناف در ۲۵ و ۲۶ اوت ۲۰۲۰ برگزار شد.  در ۳ سپتامبر ۲۰۲۰، هیئت پنج قاضی به نمایندگی از اتاق استیناف MITC با ۴-۱ رأی به رد درخواست ملادیچ برای بستری شدن در بیمارستان در خارج از بازداشتگاه لاهه دادند.  در ۸ ژوئن ۲۰۲۱، درخواست پایانی ملادیچ رد شد.  به این معنی که ملادیچ بقیه عمر خود را در زندان سپری خواهد کرد. 

## مطالعه بیشتر
- Flanery, Brady (2020). "An Analysis of the Ratko Mladic Trial and the Struggle to Reach a Guilty Verdict for Perpetrators of Genocide". Indonesian Journal of International & Comparative Law. 7: 75.
- Fournet, Caroline (2020). "'Face to face with horror': The Tomašica mass grave and the trial of Ratko Mladić". Human Remains and Violence. 6 (2): 23–41. doi:10.7227/HRV.6.2.3.
- "Srebrenica: Genocide in Eight Acts". SENSE Transitional Justice Center. 2016-07-07. Retrieved 2021-06-06.
- "For whom does justice work? The Mladić verdict and prospects for reconciliation in the Balkans". EUROPP. 22 November 2017. Retrieved 1 May 2021.
- Bringedal Houge, Anette (2019). "Narrative expressivism: A criminological approach to the expressive function of international criminal justice". Criminology & Criminal Justice. 19 (3): 277–293. doi:10.1177/1748895818787009.